# Grand Prix automobile des Pays-Bas 1966
GP précédent GP suivant
Le Grand Prix des Pays-Bas 1966 (XV Grote Prijs van Nederland), disputé sur le circuit de Zandvoort le 24 juillet 1966, est la cent-quarante-sixième épreuve du championnat du monde de Formule 1 courue depuis 1950 et la cinquième manche du championnat 1966.

## Contexte avant la course

### Le championnat du monde
Après cinq années de Formule 1 1 500 cm3, formule dérivée de l'ancienne Formule 2 en vigueur de 1957 à 1960, la Commission sportive internationale (C.S.I.) a décidé lors de son comité exécutif de décembre 1963 de porter à trois litres la cylindrée des nouvelles F1, mesure entrée en vigueur le 1er janvier 1966. Le nouveau règlement autorise à nouveau l'utilisation de moteurs suralimentés, avec un coefficient deux pour la cylindrée (soit un maximum de 1 500 cm3 en cas d'utilisation d'un compresseur volumétrique ou d'un turbocompresseur). La réglementation s'appuie sur les points suivants :
- pas de cylindrée minimale
- cylindrée maximale : 3 000 cm3 si moteur atmosphérique ou 1 500 cm3 si moteur suralimenté
- poids minimal : 500 kg (à sec)
- roues non carénées
- double circuit de freinage obligatoire
- arceau de sécurité obligatoire (le haut du cerceau devant dépasser le casque du pilote)
- démarreur de bord obligatoire
- carburant commercial obligatoire
- ravitaillement en huile interdit durant la course
- distance minimale d'un Grand Prix : 300 km
- distance maximale d'un Grand Prix : 400 km
- distance minimale pour être classé : 90% de la distance parcourue par le vainqueur

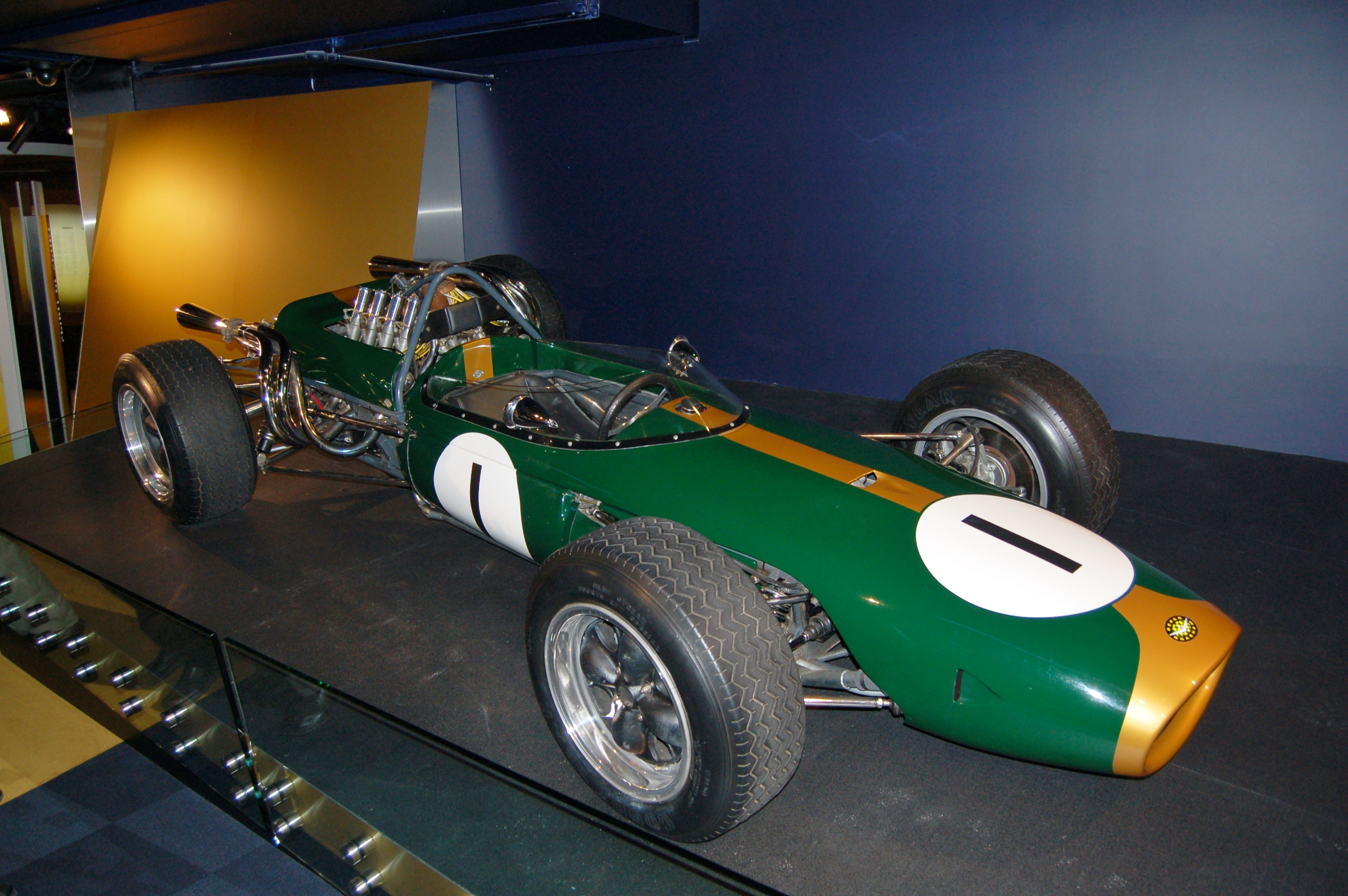
Malgré l'utilisation d'un simple V8 Oldsmobile modifié, la Brabham BT19 s'avère une redoutable compétitrice.

Bien qu'ayant adopté un moteur dérivé de la série (un V8 initialement prévu pour équiper les Oldsmobile F85) pour satisfaire à la nouvelle réglementation «trois litres», le pilote-constructeur Jack Brabham a déjoué tous les pronostics en produisant une monoplace agile et robuste, qui s'est révélée capable de tenir tête à des concurrentes plus puissantes mais nettement plus lourdes et dont la mise au point laisse parfois à désirer. Vainqueur à Reims et à Brands Hatch, Brabham a pris une sérieuse option sur le titre mondial, alors que la Scuderia Ferrari dont les voitures à moteur V12 étaient données favorites en début de saison a subi plusieurs revers après le renvoi de son pilote vedette, John Surtees.

### Le circuit
Tracé près de Haarlem, le circuit permanent de Zandvoort fut inauguré en 1948 pour une course de Formule 1 remportée par la Maserati du Prince Bira. Il est depuis régulièrement utilisé pour les courses automobiles internationales et, plus occasionnellement, pour des compétitions cyclistes et motocyclistes. Sillonnant les dunes longeant la mer du Nord, sa piste sinueuse est exposée aux vents marins, les fréquentes projections de sable rendant l'adhérence souvent précaire. Le record de la piste est détenu par Jim Clark, vainqueur des trois dernières éditions du Grand Prix des Pays-Bas, auteur sur sa Lotus F1 d'un tour à 166,6 km/h de moyenne lors de sa chevauchée victorieuse en 1965.

## Monoplaces en lice
- Lotus 33 "Usine"

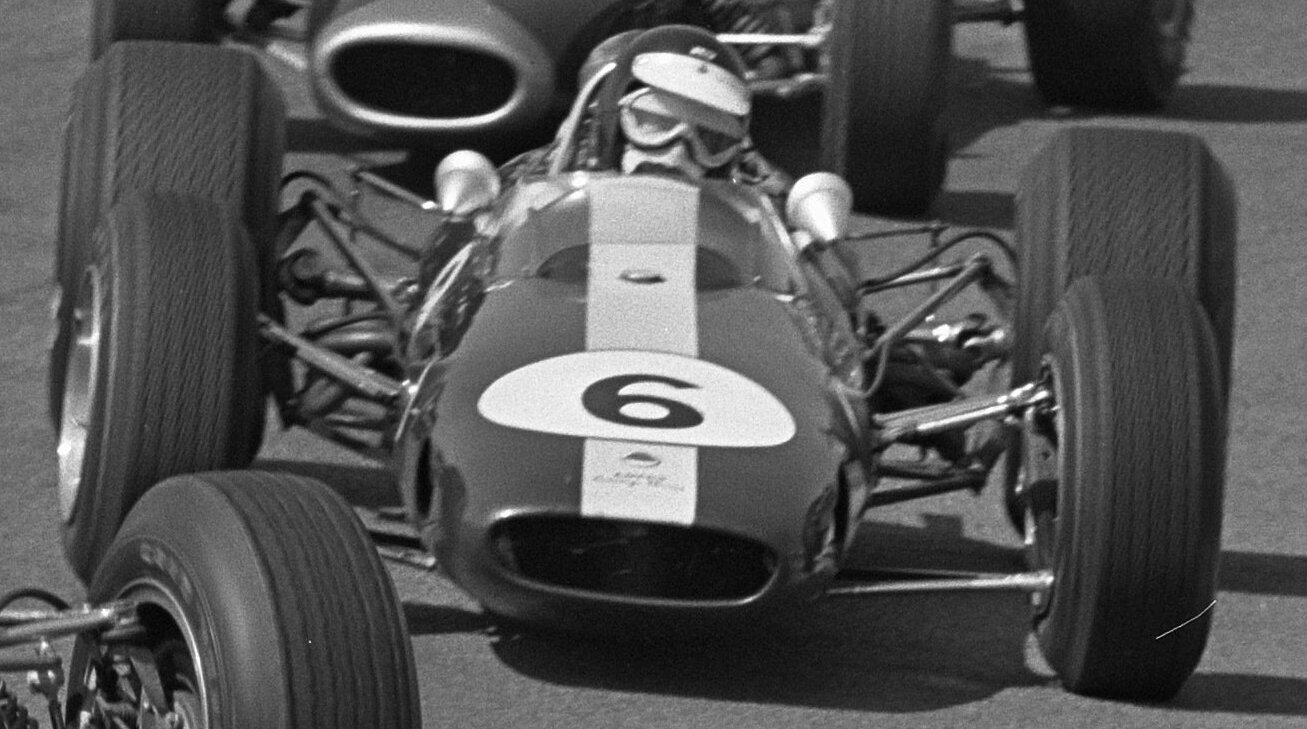
Dans l'attente des Lotus 43 dont le moteur BRM H16 n'est pas encore au point, le Team Lotus fait toujours appel à ses anciens modèles 33.

Le motoriste Coventry Climax ayant renoncé à se lancer dans la construction de moteurs de trois litres de cylindrée, Colin Chapman s'est rapproché de Keith Duckworth afin de disposer du futur V8 projeté par sa société Cosworth, en partenariat avec Ford. Mais ce nouveau moteur ne sera pas disponible avant le printemps 1967 aussi le fondateur du Team Lotus a-t-il trouvé un accord avec BRM pour l'année 1966 afin d'équiper ses Lotus 43 (initialement conçues pour Indianapolis) du moteur seize cylindres (H16) développé par le constructeur de Bourne. Les débuts du H16 se sont cependant révélés catastrophiques et BRM s'est lancé dans une série de modifications afin de le fiabiliser. C'est pourquoi Jim Clark et Peter Arundell disposent une fois encore des anciens modèles 33, qui ont dominé la saison précédente. Celle de Clark est dotée d'un V8 Climax MkIX de deux litres développant 240 chevaux à 8800 tr/min et d'une boîte de vitesses ZF à cinq rapports, celle d'Arundell d'un V8 BRM de deux litres (version P56 avec échappements latéraux, près de 260 chevaux) et d'une boîte cinq également d'origine BRM. Conçues pour la F1 1500 cm3, ces monoplaces à structures monocoques ont dû être lestées pour atteindre le poids minimum de 500 kg. L'écurie britannique utilise habituellement des pneus Firestone.
- Lotus 33 privée

L'équipe de Tim Parnell engage sa Lotus 33 à moteur V8 BRM 2 litres (version P60 à échappement central, 260 chevaux) et boîte de vitesses Hewland à cinq rapports pour Mike Spence. Elle est chaussée de pneus Firestone.
- BRM P261 "Usine"

Moteur et boîte de vitesses des P83 ayant dû être profondément remaniés, l'équipe dirigée par Alfred Owen continue à utiliser ses anciens modèles P261 à moteur V8, dont la cylindrée a été portée à deux litres. Dans leur version P60 avec échappement central, ces moteurs alimentés par un système d'injection indirecte Lucas délivrent plus de 260 chevaux à 10000 tr/min. La transmission est assurée par une boîte six vitesses conçue et réalisée en interne. Ces monoplaces à structure monocoque sont lestées pour atteindre les 500 kg réglementaires. Les BRM utilisent habituellement des pneus Dunlop, mais leurs deux pilotes, Graham Hill et Jackie Stewart, testent régulièrement les gommes Goodyear ou Firestone.
- Ferrari 312 "Usine"

Forfait en Grande-Bretagne, la Scuderia Ferrari effectue son retour avec deux 312 à moteur V12 confiées à Lorenzo Bandini et Mike Parkes. Dotées d'une structure semi-monocoque, elles pèsent environ 600 kg. Accouplé à une boîte cinq vitesses, leur moteur, alimenté par un système d'injection Lucas, délivre 350 chevaux à 9500 tr/min. Les Ferrari utilisent généralement des pneus Firestone cette saison.
- Brabham BT19, BT20 & BT22 "Usine"

Jack Brabham dispose de son habituelle BT19 tandis que Denny Hulme pilote la BT20 étrennée à Brands-Hatch. Ces deux monoplaces, à châssis multitubulaire, sont techniquement identiques, la BT20 se distinguant par son cockpit renforcé et par ses roues avant de quinze pouces, permettant le montage de disques de freins de plus grand diamètre. Leur moteur V8 Repco, alimenté par un système d'injection indirecte Lucas, développe 300 chevaux à 6800 tr/min. La transmission est assurée par une boîte de vitesses Hewland à cinq rapports. La BT19 pèse 530 kg à vide, contre près de 560 pour la BT20. L'équipe dispose d'une BT22 à moteur quatre cylindres Climax de 2,5 litres (225 chevaux à 6800 tr/min) en guise de mulet. Depuis 1965, les Brabham sont chaussées de pneus Goodyear.
- Brabham BT11 privées

Bob Anderson aligne son ancienne Brabham BT11 à moteur quatre cylindres Climax de 2,7 litres (260 chevaux à 6800 tr/min) tandis que John Taylor dispose de la BT11 à moteur V8 BRM (deux litres, 260 chevaux) de David Bridges.
- Cooper T81 "Usine"

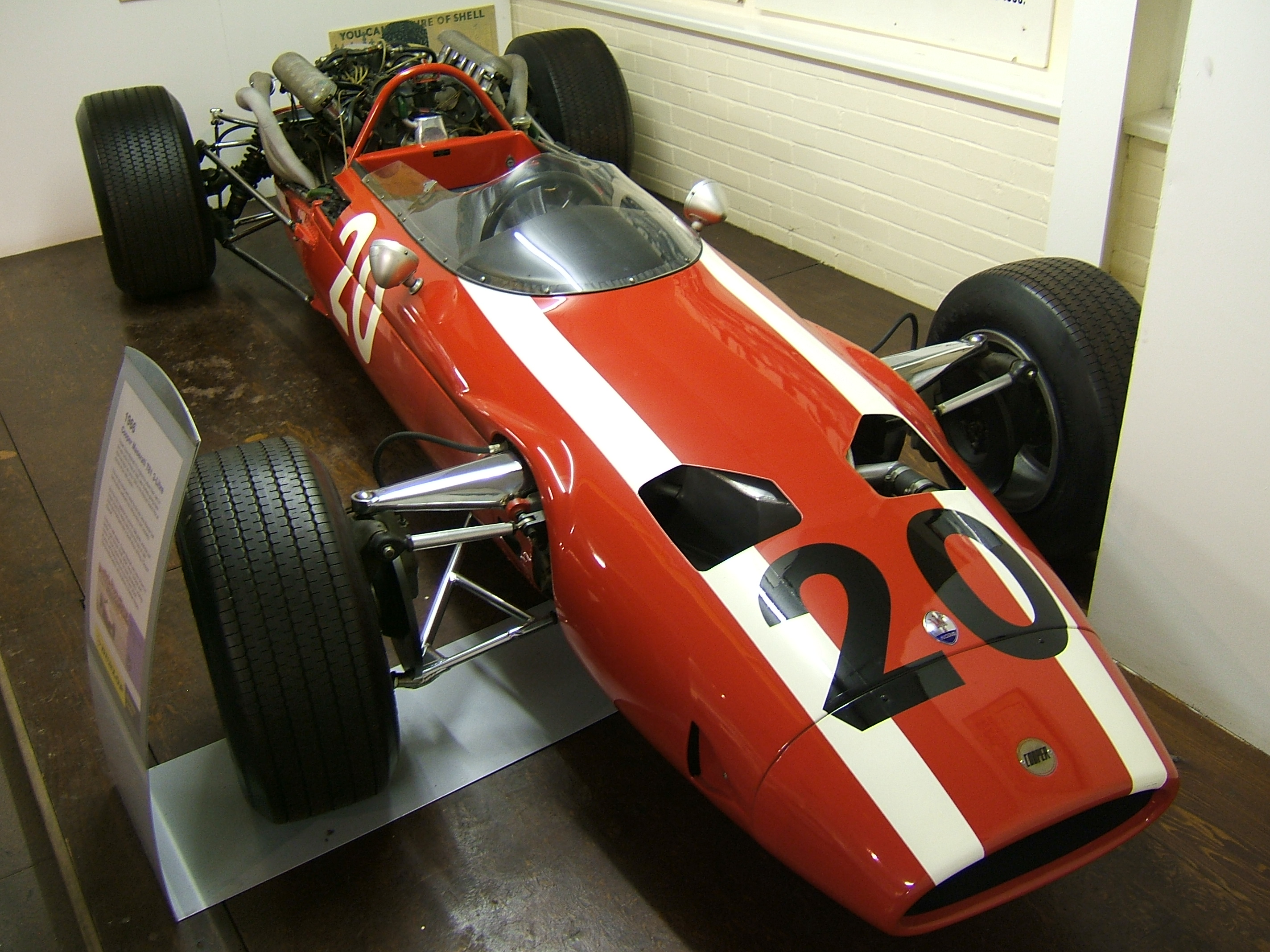
Joakim Bonnier peut à nouveau disposer de sa Cooper T81, enfin réparée après son accident sur le circuit de Spa-Francorchamps.

Le constructeur de Surbiton a engagé deux T81 à moteur V12 Maserati pour John Surtees et Jochen Rindt, une troisième servant de mulet. Pesant 605 kg à vide, les T81 sont les premières monoplaces à structure monocoque de la marque. Leur moteur est dérivé de celui testé sans succès sur les Maserati 250F en 1957. Alimenté par un système d'injection Lucas, il développe 340 chevaux à 9000 tr/min. Les Cooper sont dotées d'une boîte de vitesses ZF à cinq rapports et sont habituellement chaussées de pneus Dunlop.
- Cooper T81 privées

Joakim Bonnier peut de nouveau utiliser sa Cooper-Maserati T81, qui avait été sérieusement endommagée lors du Grand Prix de Belgique. Elle est techniquement identique aux modèles d'usine, tout comme celle du pilote indépendant Guy Ligier et celle du Rob Walker Racing Team, confiée à Joseph Siffert.
- McLaren M2B "Usine"

Ne pouvant utiliser le moteur V8 Ford initialement prévu, tous les exemplaires ayant cassé, Bruce McLaren doit une nouvelle fois se rabattre sur un V8 Serenissima de 290 chevaux pour motoriser sa M2B.
Cette monoplace à châssis monocoque, conçue par l'ingénieur britannique Robin Herd, pèse 550 kg à vide. La transmission est assurée par une boîte ZF à quatre rapports. Chris Amon aurait dû piloter un modèle identique mais a dû déclarer forfait, l'équipe ne disposant que d'un seul moteur Serenissima. McLaren utilise des pneus Firestone.
- Eagle T1F "Usine"

Bien que ne disposant pas encore du moteur V12 Weslake prévu, l'Eagle T1F a démontré sa compétitivité à Brands Hatch, le pilote-constructeur Dan Gurney s'y étant qualifié en première ligne en utilisant un ancien moteur Climax FPF quatre cylindres de 2,7 litres. Spécialement reconditionné par les motoristes de l'équipe américaine, il délivre 255 chevaux à 8000 tr/min et sera une nouvelle fois utilisé par Gurney à Zandvoort. Équipée d'une boîte cinq vitesses Hewland et de pneus Goodyear, l'Eagle pèse 530 kg à vide.

## Coureurs inscrits

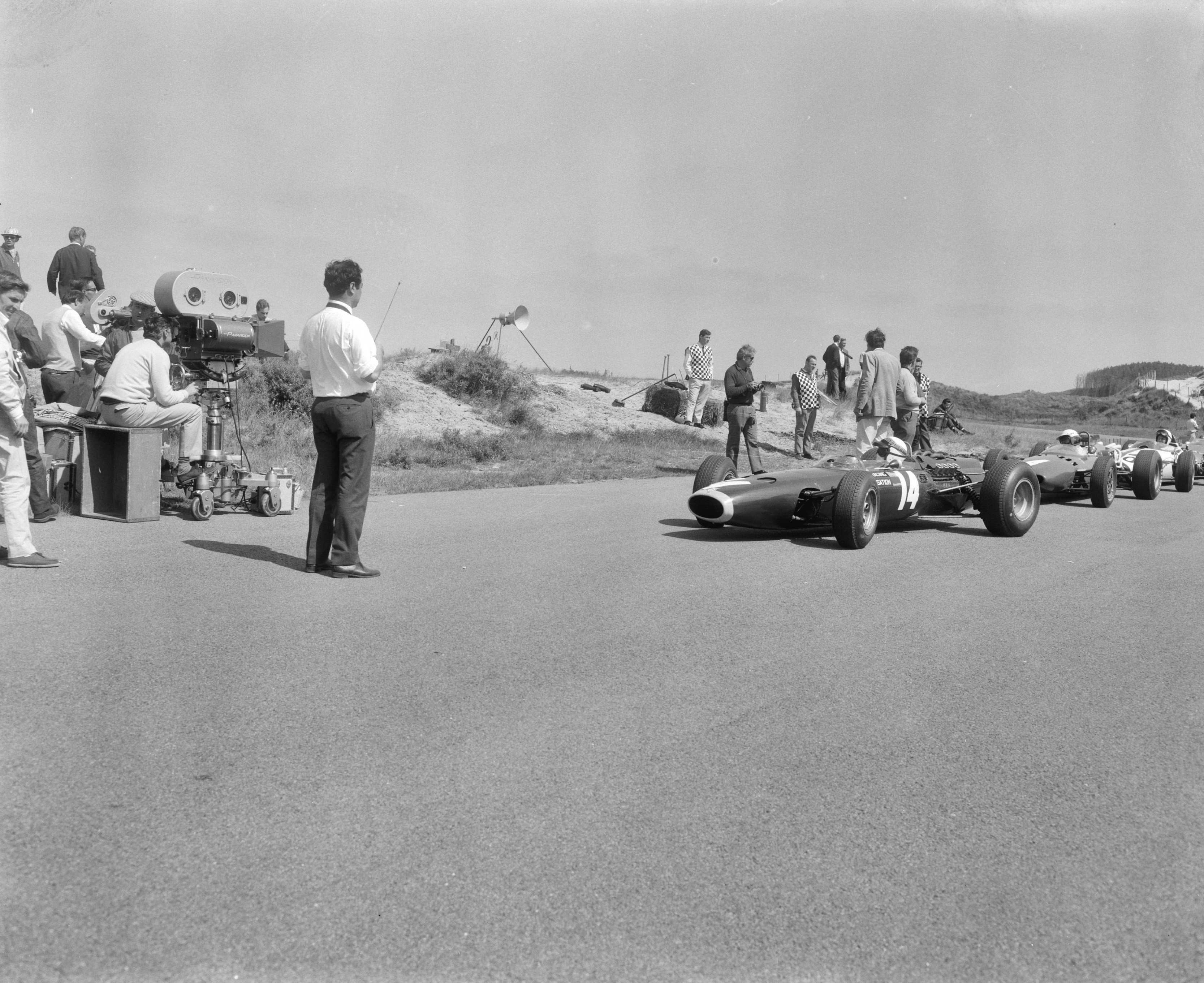
Parmi les engagés, certains contribuent aux prises de vue du film Grand Prix, réalisées en marge de l'épreuve. Ici la BRM P261 de Jackie Stewart devant la Ferrari de Mike Parkes lors du tournage.

| no | Pilote                   | Écurie                      | Constructeur | Modèle       | N° châssis      | Moteur                              | Pneumatiques |
| -- | ------------------------ | --------------------------- | ------------ | ------------ | --------------- | ----------------------------------- | ------------ |
| 2  | Lorenzo Bandini          | SpA Ferrari SEFAC           | Ferrari      | Ferrari 312  | 312/0010        | Ferrari 218 V12                     | F            |
| 4  | Mike Parkes              | SpA Ferrari SEFAC           | Ferrari      | Ferrari 312  | 312/0012        | Ferrari 218 V12                     | F            |
| 6  | Jim Clark                | Team Lotus                  | Lotus        | Lotus 33     | 33 R14          | Coventry Climax FWMV MkIX V8        | F            |
| 8  | Peter Arundell           | Team Lotus                  | Lotus        | Lotus 33     | 33 R11          | BRM P56 V8                          | F            |
| 10 | Dan Gurney               | Anglo-American Racers       | Eagle        | Eagle T1F    | 101             | Coventry Climax FPF L4              | G            |
| 12 | Graham Hill              | Owen Racing Organisation    | BRM          | BRM P261     | 2616            | BRM P60 V8                          | D G          |
| 14 | Jackie Stewart           | Owen Racing Organisation    | BRM          | BRM P261     | 2614            | BRM P60 V8                          | D G          |
| 16 | Jack Brabham             | Brabham Racing Organisation | Brabham      | Brabham BT19 | F1-1-65         | Repco 620 V8                        | G            |
| 18 | Denny Hulme              | Brabham Racing Organisation | Brabham      | Brabham BT20 | F1-2-66         | Repco 620 V8                        | G            |
| T  | Jack Brabham Denny Hulme | Brabham Racing Organisation | Brabham      | Brabham BT22 | F1-1-64         | Coventry Climax FPF L4              | G            |
| 20 | Bruce McLaren            | Bruce McLaren Motor Racing  | McLaren      | McLaren M2B  | M2B/2           | Serenissima M166 V8                 | F            |
| 22 | Chris Amon               | Bruce McLaren Motor Racing  | McLaren      | McLaren M2B  | M2B/1           | Ford 406 V8                         | F            |
| 24 | John Surtees             | Cooper Car Company          | Cooper       | Cooper T81   | F1-6-66 F1-7-66 | Maserati 9/F1 V12 Maserati 9/F1 V12 | D            |
| 26 | Jochen Rindt             | Cooper Car Company          | Cooper       | Cooper T81   | F1-3-66         | Maserati 9/F1 V12                   | D            |
| 28 | Joseph Siffert           | Rob Walker Racing Team      | Cooper       | Cooper T81   | F1-2-66         | Maserati 9/F1 V12                   | D            |
| 30 | Joakim Bonnier           | Joakim Bonnier Racing Team  | Cooper       | Cooper T81   | F1-5-66         | Maserati 9/F1 V12                   | F            |
| 32 | Mike Spence              | Reg Parnell Racing          | Lotus        | Lotus 33     | 33 R13          | BRM P56 V8                          | F            |
| 34 | Bob Anderson             | DW Racing Enterprises       | Brabham      | Brabham BT11 | F1-5-64         | Coventry Climax FPF L4              | F            |
| 36 | Guy Ligier               | Privé                       | Cooper       | Cooper T81   | F1-4-66         | Maserati 9/F1 V12                   | D            |
| 38 | John Taylor              | David Bridges               | Brabham      | Brabham BT11 | F1-4-64         | BRM P60 V8                          | G            |

## Qualifications
Trois séances qualificatives sont prévues, deux le vendredi et une le samedi précédant la course.

### Première séance - vendredi 22 juillet (matin)

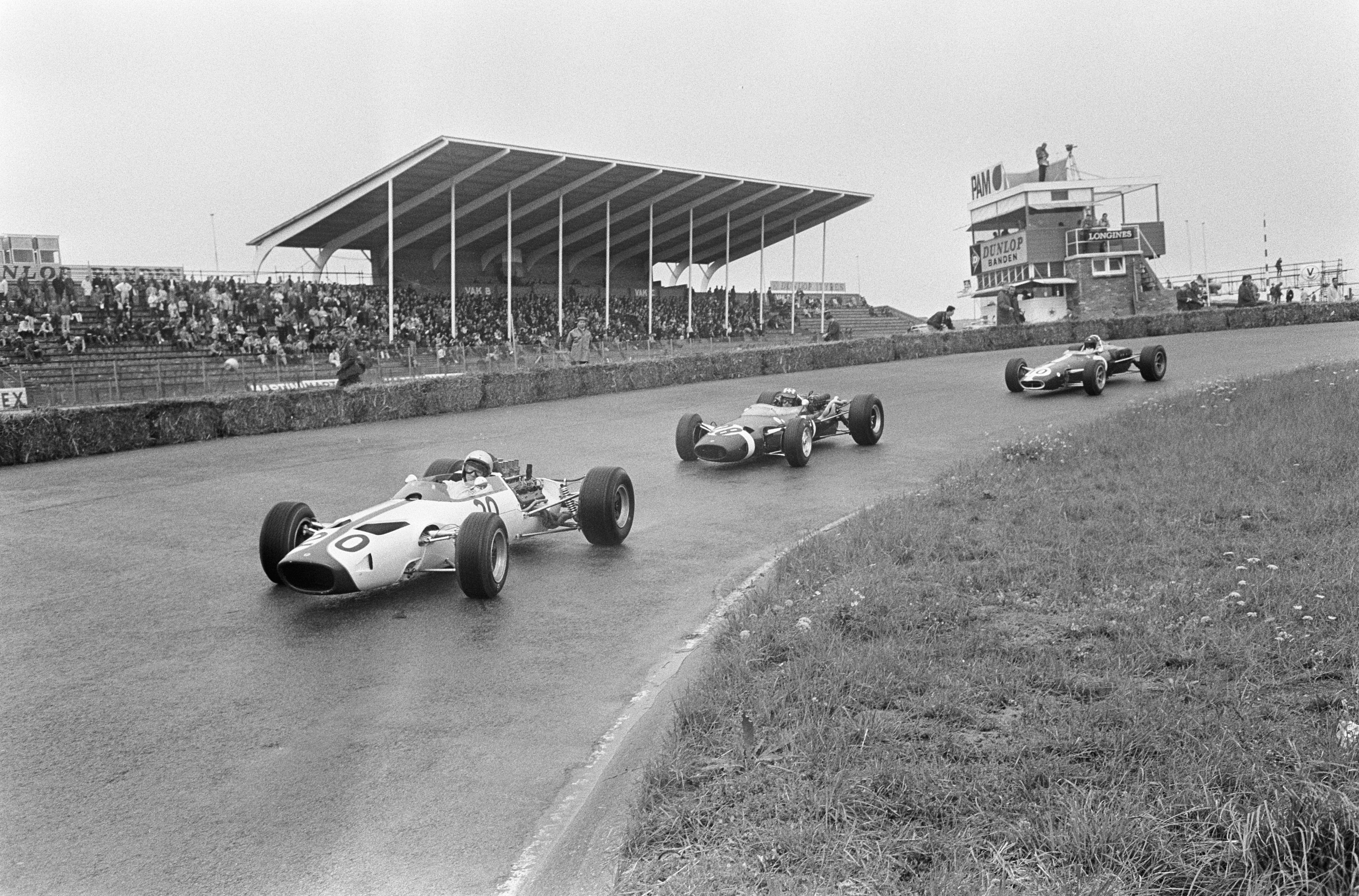
Bruce McLaren, Joseph Siffert et Dan Gurney au cours de la première séance d'essais, alors que la pluie a fait son apparition.

Les premiers essais commencent avec un vent froid et sous un ciel menaçant, le vendredi matin. Alors que la BRM de Graham Hill s'était montrée la plus rapide lors des qualifications l'année précédente, le pilote britannique ne parvient pas, tout comme son coéquipier Jackie Stewart, à reproduire sa performance passée, malgré le surcroit de puissance des moteurs. Jim Clark semble plus à l'aise sur sa Lotus et s'apprête à améliorer le record de la piste avant que la pluie ne fasse son apparition, après seulement une demi-heure d'entraînement, détrempant aussitôt le circuit, alors que de nombreux pilotes ne s'étaient pas encore élancés, aussi les premiers résultats ne sont-ils pas très significatifs. Avec un meilleur tour à 166 km/h de moyenne, Clark devance d'un dixième de seconde la Cooper de John Surtees, nettement plus puissante, alors que Mike Spence obtient un étonnant troisième temps au volant de sa Lotus privée.
| Pos. | Pilote          | Écurie              | Temps        | Écart    |
| ---- | --------------- | ------------------- | ------------ | -------- |
| 1    | Jim Clark       | Lotus-Climax        | 1 min 30 s 9 |          |
| 2    | John Surtees    | Cooper-Maserati     | 1 min 31 s 0 | + 0 s 1  |
| 3    | Mike Spence     | Lotus-BRM           | 1 min 31 s 6 | + 0 s 7  |
| 4    | Lorenzo Bandini | Ferrari             | 1 min 32 s 4 | + 1 s 5  |
| 5    | Graham Hill     | BRM                 | 1 min 32 s 9 | + 2 s 0  |
| 6    | Jackie Stewart  | BRM                 | 1 min 33 s 2 | + 2 s 3  |
| 7    | Denny Hulme     | Brabham-Repco       | 1 min 33 s 4 | + 2 s 5  |
| 8    | Mike Parkes     | Ferrari             | 1 min 34 s 5 | + 3 s 6  |
| 9    | Jochen Rindt    | Cooper-Maserati     | 1 min 36 s 5 | + 5 s 6  |
| 10   | Joakim Bonnier  | Cooper-Maserati     | 1 min 36 s 5 | + 5 s 6  |
| 11   | Peter Arundell  | Lotus-BRM           | 1 min 39 s 5 | + 8 s 6  |
| 12   | Bruce McLaren   | McLaren-Serenissima | 1 min 40 s 1 | + 9 s 2  |
| 13   | Jack Brabham    | Brabham-Repco       | 1 min 44 s 2 | + 13 s 3 |
| 14   | Dan Gurney      | Eagle-Climax        | 1 min 49 s 8 | + 18 s 9 |
| 15   | Joseph Siffert  | Cooper-Maserati     | 1 min 52 s 4 | + 21 s 5 |
| 16   | Bob Anderson    | Brabham-Climax      | 2 min 03 s 5 | + 32 s 6 |

### Deuxième séance - vendredi 22 juillet (après-midi)

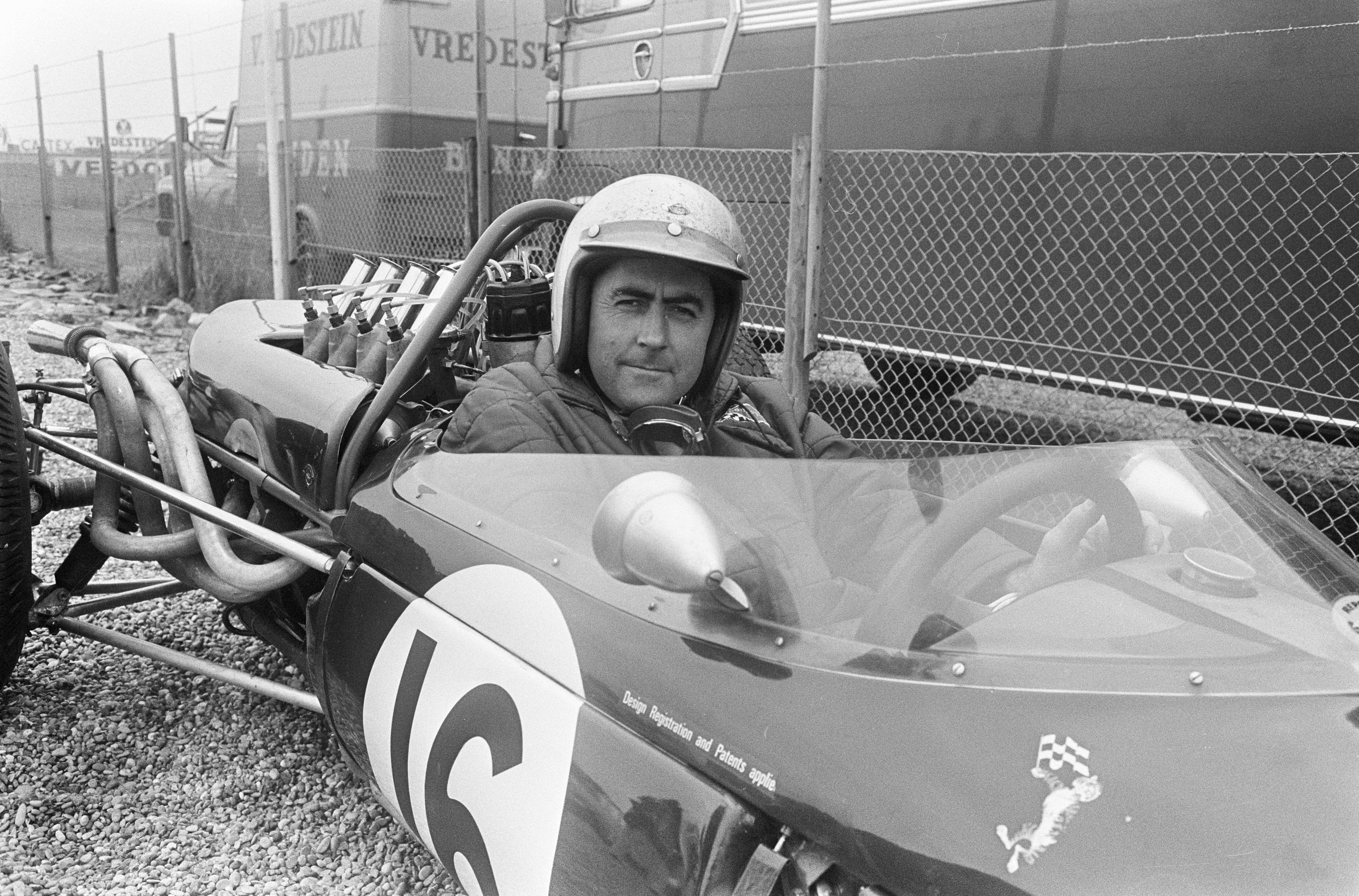
Jack Brabham a aisément dominé ses adversaires au cours de la deuxième séance qualificative.

Le ciel est complètement dégagé lorsque les pilotes abordent la deuxième séance qualificative et les trajectoires s'assèchent rapidement. Toutes les voitures sont en piste et l'ancien record tombe rapidement, Jack Brabham étant le premier à franchir la barre d'une minute et demie au tour, réalisant 168,7 km/h de moyenne. Satisfait de sa performance, le champion australien rentre au stand et observe attentivement ses adversaires, beaucoup essayant différents types de gommes pour optimiser le comportement de leurs monoplaces. Ayant monté des pneus Goodyear au lieu des Dunlop habituellement utilisés sur les Cooper, Jochen Rindt attaque au maximum et parvient presque à égaler le temps de Brabham. Denny Hulme accomplit lui aussi une série de tours très rapides et porte le record à 170,2 km/h. Brabham reprend alors la piste et surclasse aussitôt son coéquipier, avec un tour à 170,8 km/h qui restera la meilleure performance de la journée. Rindt, qui a de nouveau monté des pneus Dunlop, améliore mais échoue toutefois à huit dixièmes de seconde de Brabham, tandis que Clark va parvenir en toute fin de séance à égaler le temps de Hulme. Très déterminé, Dan Gurney a quant à lui fait l'admiration du public, obtenant un étonnant cinquième temps sur son Eagle malgré l'usage d'un moteur de conception très ancienne.
| Pos. | Pilote          | Écurie              | Temps        | Écart    |
| ---- | --------------- | ------------------- | ------------ | -------- |
| 1    | Jack Brabham    | Brabham-Repco       | 1 min 28 s 4 |          |
| 2    | Denny Hulme     | Brabham-Repco       | 1 min 28 s 7 | + 0 s 3  |
| 3    | Jim Clark       | Lotus-Climax        | 1 min 28 s 7 | + 0 s 3  |
| 4    | Jochen Rindt    | Cooper-Maserati     | 1 min 29 s 2 | + 0 s 8  |
| 5    | Dan Gurney      | Eagle-Climax        | 1 min 29 s 4 | + 1 s 0  |
| 6    | Lorenzo Bandini | Ferrari             | 1 min 30 s 0 | + 1 s 6  |
| 7    | John Surtees    | Cooper-Maserati     | 1 min 30 s 6 | + 2 s 2  |
| 8    | Jackie Stewart  | BRM                 | 1 min 30 s 6 | + 2 s 2  |
| 9    | Mike Parkes     | Ferrari             | 1 min 31 s 0 | + 2 s 6  |
| 10   | Joseph Siffert  | Cooper-Maserati     | 1 min 31 s 3 | + 2 s 9  |
| 11   | Mike Spence     | Lotus-BRM           | 1 min 31 s 4 | + 3 s 0  |
| 12   | Joakim Bonnier  | Cooper-Maserati     | 1 min 31 s 7 | + 3 s 3  |
| 13   | Bob Anderson    | Brabham-Climax      | 1 min 32 s 0 | + 3 s 6  |
| 14   | Bruce McLaren   | McLaren-Serenissima | 1 min 32 s 2 | + 3 s 8  |
| 15   | Graham Hill     | BRM                 | 1 min 32 s 5 | + 4 s 1  |
| 16   | Peter Arundell  | Lotus-BRM           | 1 min 36 s 4 | + 8 s 0  |
| 17   | John Taylor     | Brabham-BRM         | 1 min 43 s 0 | + 14 s 6 |

### Troisième séance - samedi 23 juillet (après-midi)

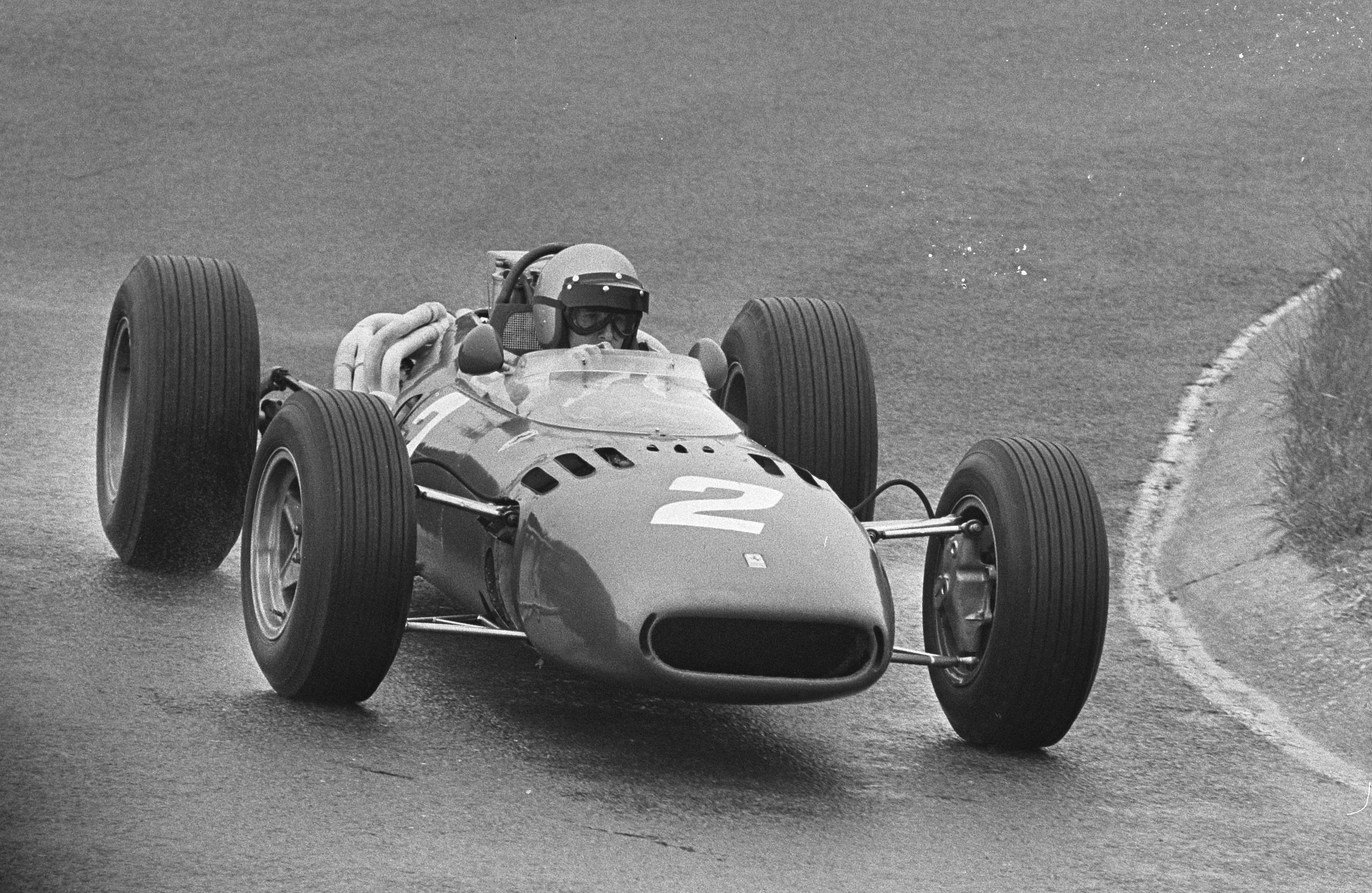
Piégé par la piste maculée d'huile, Lorenzo Bandini va endommager sa Ferrari dès le début de la session du samedi, se blessant légèrement au poignet droit.

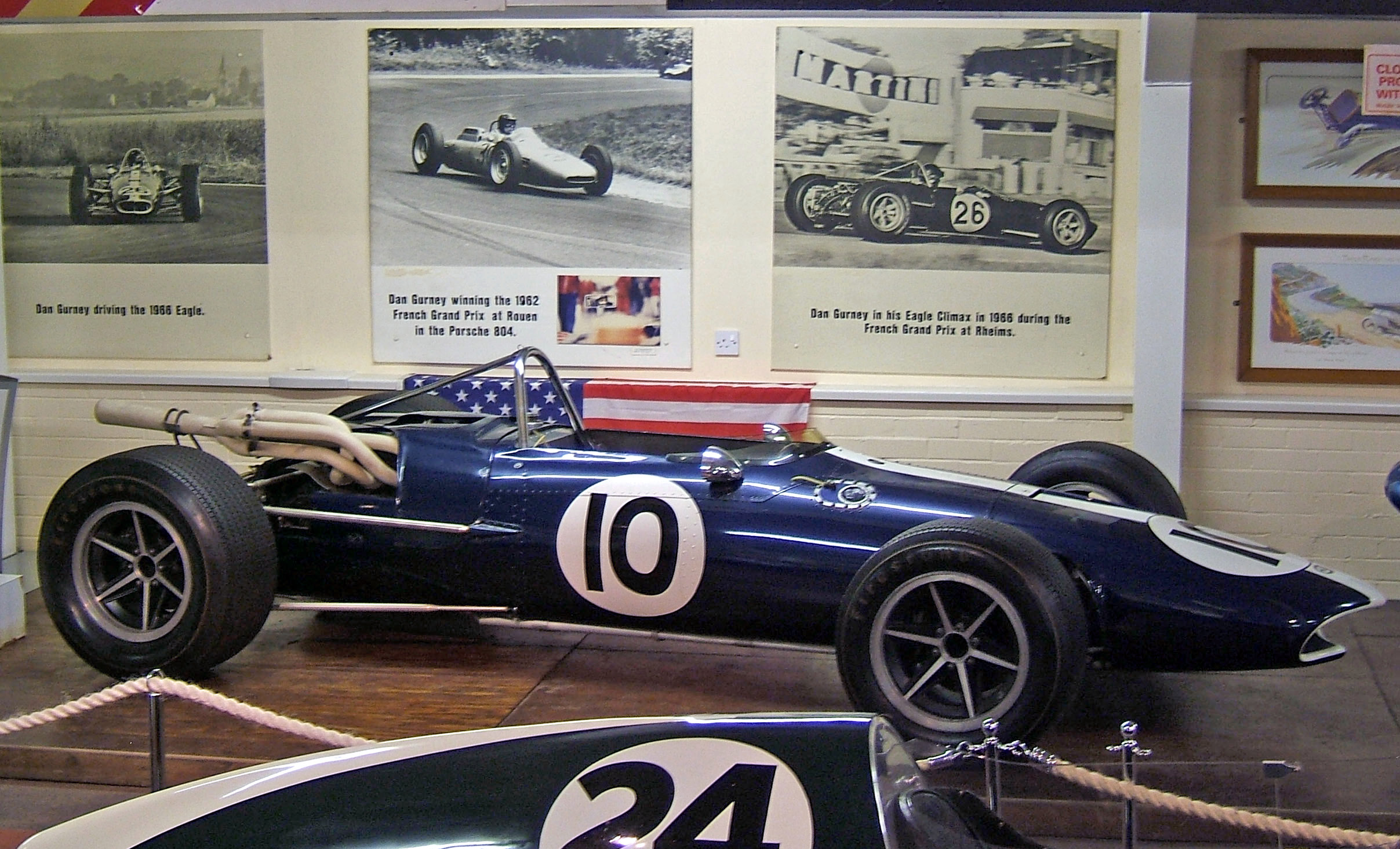
L'Eagle T1F avec laquelle Dan Gurney a signé le deuxième meilleur temps de la dernière séance qualificative.

Après une dizaine de minutes réservées au tournage du film Grand Prix, en présence de la voiture-caméra de la MGM (pilotée par Phil Hill), la dernière session qualificative commence à quinze heure trente, sous le soleil. À peine en piste, Lorenzo Bandini se fait surprendre par une trainée d'huile et sort assez violemment de la piste, endommageant la suspension arrière de sa Ferrari. Légèrement blessé au poignet droit et ne disposant pas de voiture de rechange, il ne pourra continuer la séance. Son coéquipier Mike Parkes va tourner assidument, essayant tous les types de gommes, parvenant à réaliser la troisième performance de la journée, seulement battu par Brabham, encore plus rapide de la veille, et par Gurney, une nouvelle fois très spectaculaire au volant de son Eagle. À   171,3 km/h de moyenne, Brabham s'octroie une nouvelle pole position et partira à la corde de la première ligne au côté de Hulme et Clark, qui n'ont pas amélioré leurs temps, tandis que Gurney et Parkes se partageront la deuxième ligne. Déçus par le comportement de leurs BRM aux essais, les pilotes BRM Graham Hill et Jackie Stewart (qualifiés en troisième ligne) ont décidé de troquer leurs pneus Dunlop contre des Goodyear pour la course. Tout comme Hulme, Surtees et Rindt, Bruce McLaren a cassé le moteur de sa monoplace au cours de cette dernière journée d'entraînement mais, ne disposant pas de moteur de rechange, doit déclarer forfait pour la course.
| Pos. | Pilote         | Écurie              | Temps        | Écart   |
| ---- | -------------- | ------------------- | ------------ | ------- |
| 1    | Jack Brabham   | Brabham-Repco       | 1 min 28 s 1 |         |
| 2    | Dan Gurney     | Eagle-Climax        | 1 min 28 s 8 | + 0 s 7 |
| 3    | Mike Parkes    | Ferrari             | 1 min 29 s 0 | + 0 s 9 |
| 4    | Jim Clark      | Lotus-Climax        | 1 min 29 s 3 | + 1 s 2 |
| 5    | Graham Hill    | BRM                 | 1 min 29 s 7 | + 1 s 6 |
| 6    | Jackie Stewart | BRM                 | 1 min 29 s 8 | + 1 s 7 |
| 7    | Denny Hulme    | Brabham-Repco       | 1 min 29 s 8 | + 1 s 7 |
| 8    | Jochen Rindt   | Cooper-Maserati     | 1 min 30 s 2 | + 2 s 1 |
| 9    | Joseph Siffert | Cooper-Maserati     | 1 min 31 s 1 | + 3 s 0 |
| 10   | Mike Spence    | Lotus-BRM           | 1 min 31 s 5 | + 3 s 4 |
| 11   | John Surtees   | Cooper-Maserati     | 1 min 31 s 6 | + 3 s 5 |
| 12   | Bruce McLaren  | McLaren-Serenissima | 1 min 31 s 7 | + 3 s 6 |
| 13   | Bob Anderson   | Brabham-Climax      | 1 min 32 s 0 | + 3 s 9 |
| 14   | Peter Arundell | Lotus-BRM           | 1 min 32 s 0 | + 3 s 9 |
| 15   | Joakim Bonnier | Cooper-Maserati     | 1 min 33 s 4 | + 5 s 3 |
| 16   | Guy Ligier     | Cooper-Maserati     | 1 min 35 s 0 | + 6 s 9 |
| 17   | John Taylor    | Brabham-BRM         | 1 min 35 s 7 | + 7 s 6 |

### Tableau final des qualifications

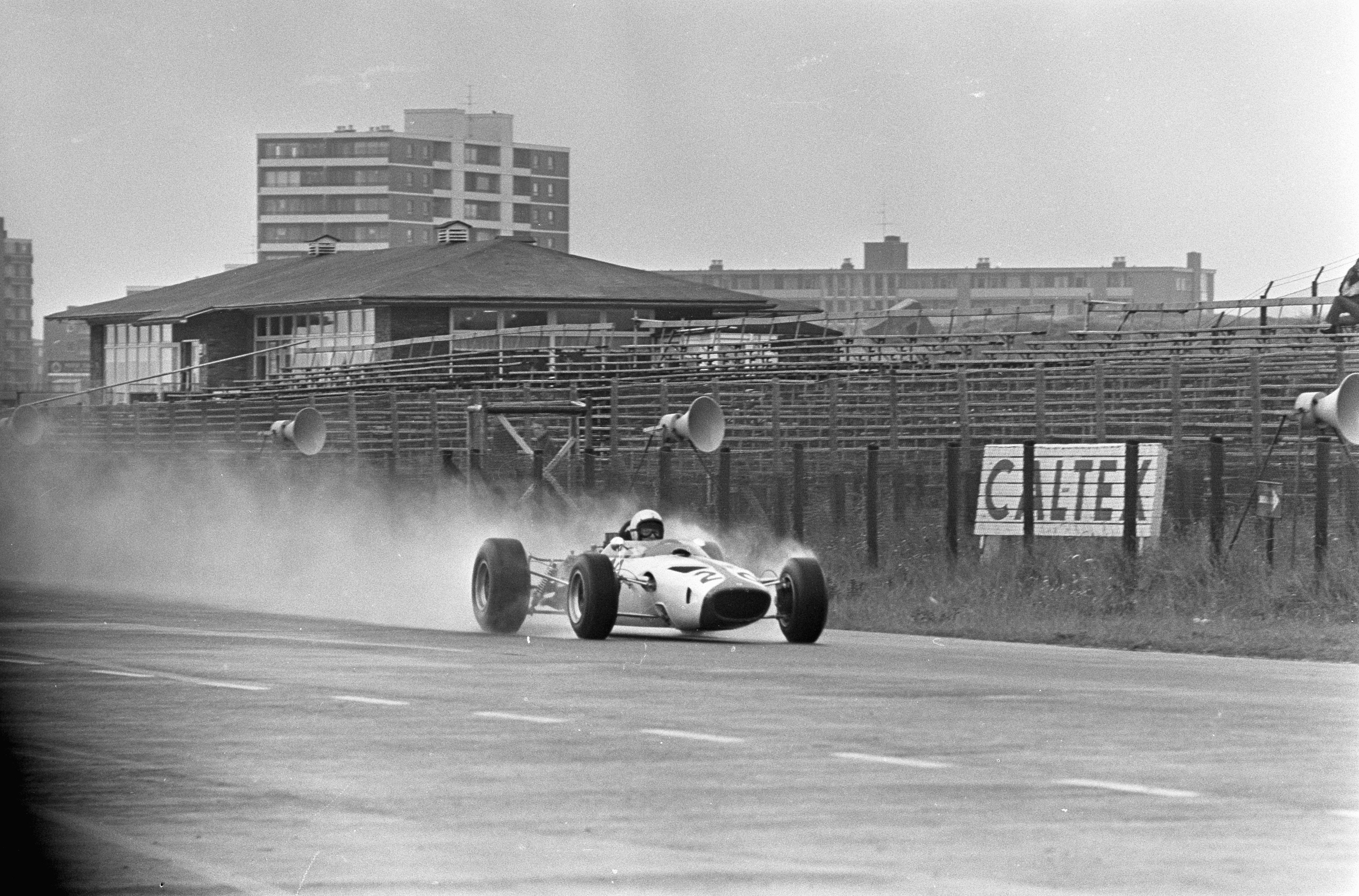
Bien que qualifié en quatorzième position, Bruce McLaren (vu ici lors des essais du vendredi matin) ne prendra pas part à la course, faute de moteur de rechange.

| Pos. | Pilote          | Écurie              | Temps        | Écart   | Commentaire                          |
| ---- | --------------- | ------------------- | ------------ | ------- | ------------------------------------ |
| 1    | Jack Brabham    | Brabham-Repco       | 1 min 28 s 1 |         | temps réalisé le vendredi après-midi |
| 2    | Denny Hulme     | Brabham-Repco       | 1 min 28 s 7 | + 0 s 6 | temps réalisé le jeudi après-midi    |
| 3    | Jim Clark       | Lotus-Climax        | 1 min 28 s 7 | + 0 s 6 | temps réalisé le jeudi après-midi    |
| 4    | Dan Gurney      | Eagle-Climax        | 1 min 28 s 8 | + 0 s 7 | temps réalisé le vendredi après-midi |
| 5    | Mike Parkes     | Ferrari             | 1 min 29 s 0 | + 0 s 9 | temps réalisé le vendredi après-midi |
| 6    | Jochen Rindt    | Cooper-Maserati     | 1 min 29 s 2 | + 1 s 1 | temps réalisé le jeudi après-midi    |
| 7    | Graham Hill     | BRM                 | 1 min 29 s 7 | + 1 s 6 | temps réalisé le vendredi après-midi |
| 8    | Jackie Stewart  | BRM                 | 1 min 29 s 8 | + 1 s 7 | temps réalisé le vendredi après-midi |
| 9    | Lorenzo Bandini | Ferrari             | 1 min 30 s 0 | + 1 s 9 | temps réalisé le jeudi après-midi    |
| 10   | John Surtees    | Cooper-Maserati     | 1 min 30 s 6 | + 2 s 5 | temps réalisé le jeudi après-midi    |
| 11   | Joseph Siffert  | Cooper-Maserati     | 1 min 31 s 1 | + 3 s 0 | temps réalisé le vendredi après-midi |
| 12   | Mike Spence     | Lotus-BRM           | 1 min 31 s 4 | + 3 s 3 | temps réalisé le jeudi après-midi    |
| 13   | Joakim Bonnier  | Cooper-Maserati     | 1 min 31 s 7 | + 3 s 6 | temps réalisé le jeudi après-midi    |
| 14   | Bruce McLaren   | McLaren-Serenissima | 1 min 31 s 7 | + 3 s 6 | temps réalisé le vendredi après-midi |
| 15   | Bob Anderson    | Brabham-Climax      | 1 min 32 s 0 | + 3 s 9 | temps réalisé le jeudi après-midi    |
| 16   | Peter Arundell  | Lotus-BRM           | 1 min 32 s 0 | + 3 s 9 | temps réalisé le vendredi après-midi |
| 17   | Guy Ligier      | Cooper-Maserati     | 1 min 35 s 0 | + 6 s 9 | temps réalisé le vendredi après-midi |
| 18   | John Taylor     | Brabham-BRM         | 1 min 35 s 7 | + 7 s 6 | temps réalisé le vendredi après-midi |

## Grille de départ
| 1re ligne | Pos. 3                      |                             | Pos. 2                         |                               | Pos. 1                      |
|           | Clark Lotus 1 min 28 s 7    |                             | Hulme Brabham 1 min 28 s 7     |                               | Brabham 1 min 28 s 1        |
| 2e ligne  |                             | Pos. 5                      |                                | Pos. 4                        |                             |
|           |                             | Parkes Ferrari 1 min 29 s 0 |                                | Gurney Eagle 1 min 28 s 8     |                             |
| 3e ligne  | Pos. 8                      |                             | Pos. 7                         |                               | Pos. 6                      |
|           | Stewart BRM 1 min 29 s 8    |                             | G. Hill BRM 1 min 29 s 7       |                               | Rindt Cooper 1 min 29 s 2   |
| 4e ligne  |                             | Pos. 10                     |                                | Pos. 9                        |                             |
|           |                             | Surtees Cooper 1 min 30 s 6 |                                | Bandini Ferrari 1 min 30 s 0  |                             |
| 5e ligne  | Pos. 13                     |                             | Pos. 12                        |                               | Pos. 11                     |
|           | Bonnier Cooper 1 min 31 s 7 |                             | Spence Lotus 1 min 31 s 4      |                               | Siffert Cooper 1 min 31 s 1 |
| 6e ligne  |                             | Pos. 15                     |                                | Pos. 14                       |                             |
|           |                             | Arundell Lotus 1 min 32 s 0 |                                | Anderson Brabham 1 min 32 s 0 |                             |
| 7e ligne  |                             |                             | Pos. 17                        |                               | Pos. 16                     |
|           |                             |                             | J. Taylor Brabham 1 min 35 s 7 |                               | Ligier Cooper 1 min 35 s 0  |

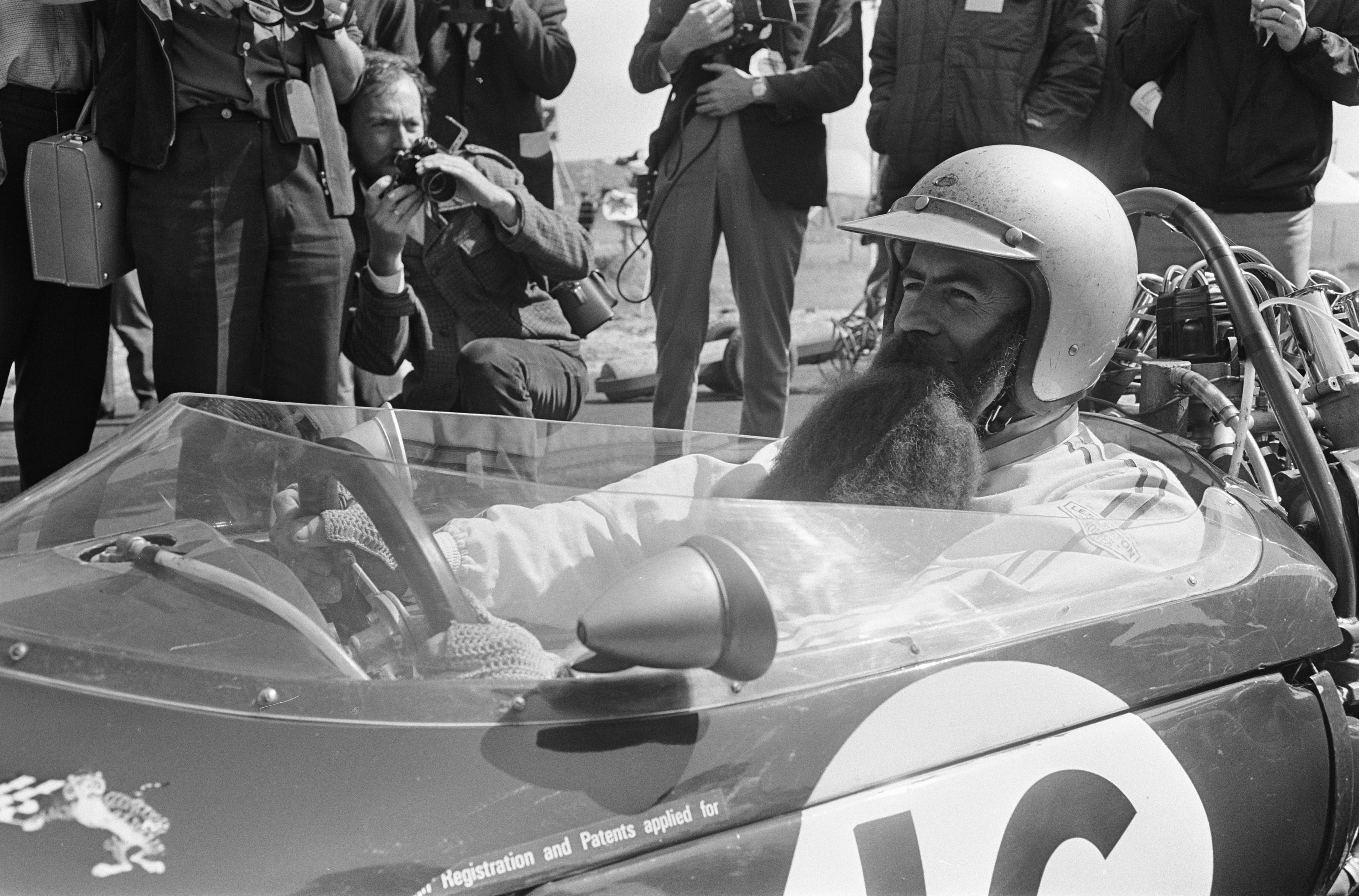
C'est en marchant avec une canne et affublé d'une fausse barbe rousse que Jack Brabham, doyen des pilotes et lassé d'être toujours traité de vieil homme par les journalistes, s'est rendu sur la grille de départ.

- Auteur du treizième temps (à égalité avec Joakim Bonnier), Bruce McLaren a déclaré forfait pour la course à cause d'un problème de moteur sur sa McLaren.

## Déroulement de la course

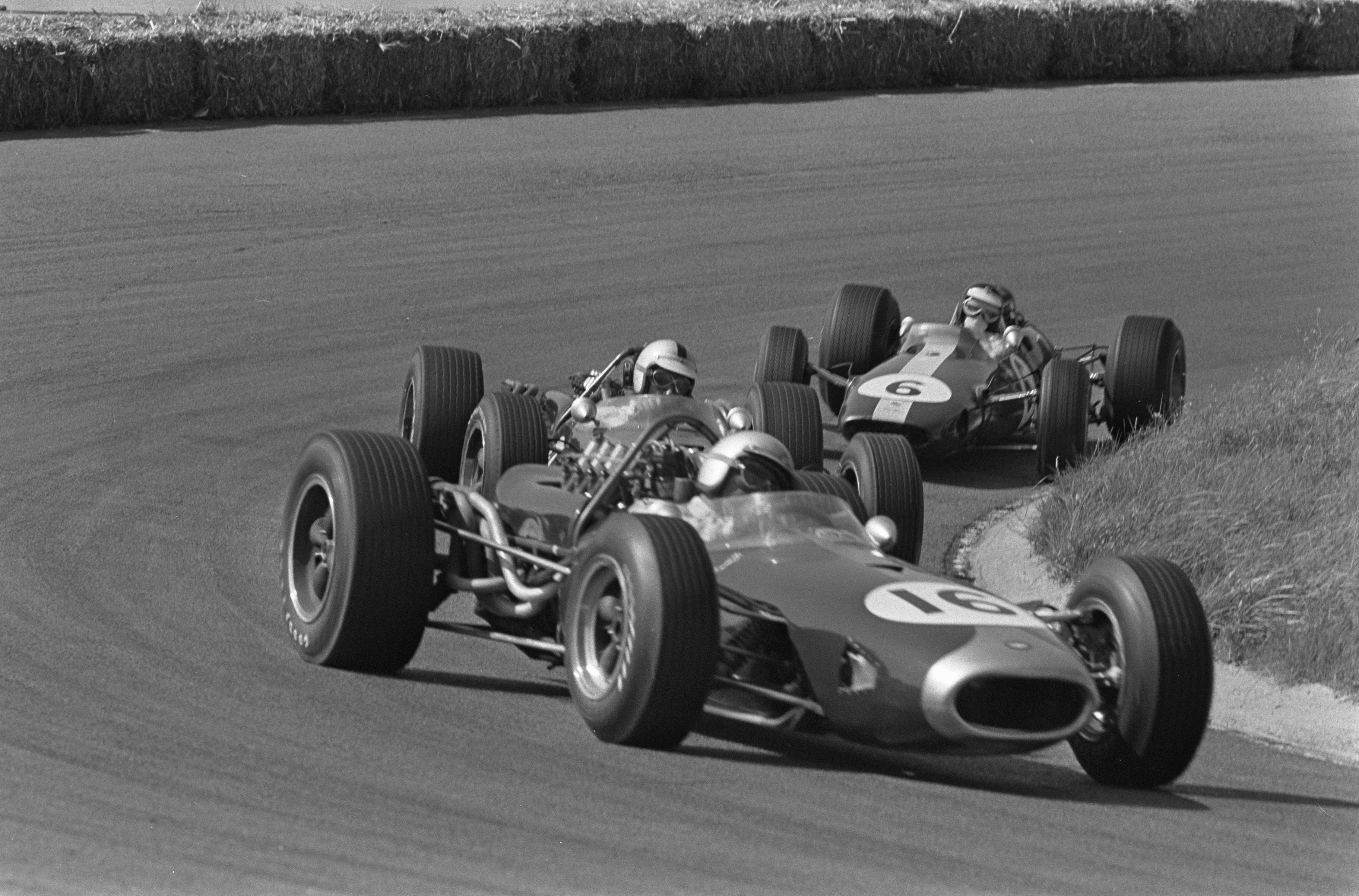
En début de course, Jack Brabham et son coéquipier Denny Hulme mènent la danse devant la Lotus de Jim Clark.

Le départ est donné le dimanche après-midi sous un chaud soleil. De l'extérieur de la première ligne, Jim Clark est le plus prompt à réagir lorsque le drapeau se baisse mais à l'abord du premier virage Jack Brabham s'est porté au niveau de la Lotus du champion du monde. Placé à la corde, le pilote australien négocie l'épingle en tête et conserve l'avantage au cours du premier tour, repassant devant les tribunes avec quelques longueurs d'avance sur son adversaire, Denny Hulme, sur la deuxième Brabham, étant dans leur sillage. Une seconde plus loin, la Ferrari de Mike Parkes mène un peloton de chasse comprenant la BRM de Graham Hill, l'Eagle de Dan Gurney, la BRM de Jackie Stewart et les Cooper de Jochen Rindt et John Surtees. Alors que les trois premiers se détachent de leurs poursuivants, Hill dépasse facilement Parkes pour le gain de la quatrième place. À la fin du deuxième tour, Rindt manque un changement de vitesses, rétrogradant de quatrième en première ; roues arrière bloquées, il part en tête-à-queue dans les dunes. Il n'est pas blessé mais sa monoplace est trop endommagée pour qu'il puisse reprendre la course. Attaqué à plusieurs reprises par Hulme, Clark lui cède le passage dans la ligne droite au cours du quatrième tour, se maintenant toutefois dans les roues de la Brabham. Hulme avait bouclé son deuxième tour à 166,6 km/h de moyenne mais la piste est maintenant maculée d'huile et la cadence des hommes de tête a légèrement baissé. Au cinquième tour, Brabham et Hulme sont toujours devant mais restent sous la menace de Clark, qui profite des parties sinueuses pour garder le contact, Hill suivant également de très près. Cinquième à cinq secondes de la voiture de tête, Parkes est talonné par Stewart et Gurney, les trois hommes ayant distancé Surtees. Souffrant d'une main meurtrie après une sortie de route aux essais, Bandini, neuvième, éprouve des difficultés à changer de vitesse et accuse déjà seize secondes de retard sur les premiers ; Il parvient néanmoins à se tenir hors de portée de la Cooper de Joseph Siffert. Durant une vingtaine de minutes, Brabham et Hulme vont contenir les attaques de Clark, les trois voitures restant roues dans roues, environ une seconde devant la BRM de Hill. Au onzième tour, Parkes a dérapé et sa Ferrari a terminé sa course contre la Cooper de Rindt, abandonnée au même endroit, laissant Stewart et Gurney se disputer la cinquième place. Alors que Hulme continue à résister aux attaques de Clark, son moteur a soudain des ratés et le Néo-Zélandais est contraint de regagner son stand. Il en repartira très attardé. Clark se retrouve deuxième, à une seconde de Brabham. Hill, troisième, est deux secondes plus loin. isolé en quatrième position, Gurney a nettement distancé Stewart, aux prises avec des problèmes d'allumage, tandis que, malgré de gros problèmes de tenue de route, Surtees pointe au sixième rang. Semblant particulièrement à l'aise dans les parties glissantes de la piste, Clark met maintenant la pression sur Brabham qui ne peut exploiter totalement la puissance supérieure de son moteur, faute d'adhérence. Au début du vingt-septième tour, alors qu'ils viennent tous deux de déborder Siffert et s'apprêtent à doubler Bandini, Clark, moins gêné que son rival, trouve l'ouverture et s'empare du commandement. Il se détache alors de son adversaire et, au tiers de la course, compte déjà trois secondes et demie d'avance sur le pilote-constructeur. Hill a également concédé du terrain et son retard est passé à dix-sept secondes, très loin devant son coéquipier Stewart dont la voiture marche mal. Les autres concurrents, emmenés par Surtees et Bandini, sont à plus d'un tour du leader. Ils sont talonnés par la Lotus de Mike Spence, auteur d'une belle remontée, alors que Siffert, dont le moteur surchauffe, a perdu le contact avec ce groupe.

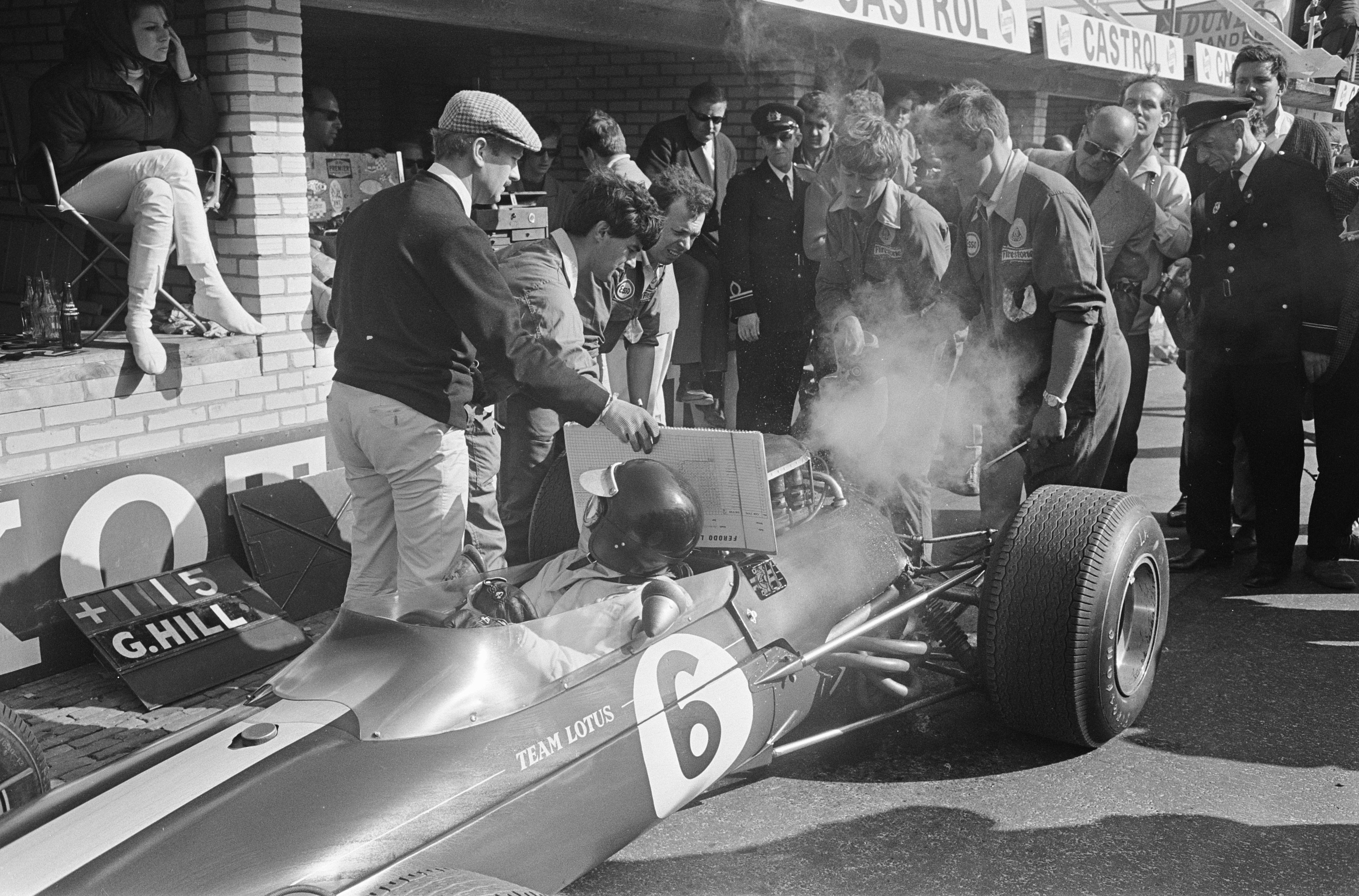
Pompe à eau fuyante, Jim Clark doit s'arrêter au stand pour faire remplir son radiateur de refroidissement.

Malgré la piste souillée d'huile, Clark continue à attaquer au maximum pour distancer Brabham. Ce dernier ne prend quant à lui aucun risque, préférant assurer une deuxième place qui conforterait sa position en tête du championnat du monde. Le pilote australien garde toutefois la Lotus en point de mire, ne concédant que quelques dixièmes de seconde par tour. À la mi-course, cinq secondes et demie séparent les deux premiers, alors que Hill compte désormais plus de cinquante secondes de retard. Toujours quatrième, Stewart est maintenant à plus d'un tour. En panne d'allumage, Surtees vient d'abandonner, laissant la cinquième place à Spence, qui a doublé Bandini. Clark poursuit son effort et son avance va culminer à dix secondes avant qu'un bruit sourd ne se produise à l'arrière de sa monoplace : un amortisseur de vilebrequin a lâché et d'importantes vibrations se font sentir. Le champion du monde continue cependant, mais Brabham se rapproche peu à peu. Au soixantième tour, il est revenu à cinq secondes de la Lotus. Clark va cependant parvenir à préserver son avance durant une dizaine de tours, Brabham attendant sagement le moment de passer à l'attaque. Il n'aura pas à forcer son talent : la pompe à eau de la Lotus n'a pas résisté aux vibrations et une fuite importante s'est déclarée. Son moteur commençant à chauffer, Clark lève le pied et Brabham le dépasse au cours du soixante-seizième tour et le distance immédiatement. Le pilote écossais ne peut d'ailleurs continuer longtemps ainsi et rentre au stand peu après pour ravitailler en eau. Il est toujours deuxième mais compte maintenant plus d'un tour de retard et se trouve menacé par Hill, à seulement six secondes de lui. Tandis que Brabham se dirige tranquillement vers une nouvelle victoire, Clark contrôle la remontée de la BRM mais à huit tour de l'arrivée son moteur se met de nouveau à chauffer et il doit lever le pied, ne pouvant résister à Hill. La course se termine dans cet ordre, Clark ayant une avance suffisante sur Stewart pour conserver sa troisième place. Brabham remporte son troisième succès consécutif, avec plus d'un tour d'avance sur Hill et deux sur Clark et Stewart. Cinquième devant Bandini qui malgré un poignet extrêmement douloureux a courageusement tenu jusqu'à l'arrivée, Spence obtient son meilleur résultat de la saison.

### Classements intermédiaires
Classements intermédiaires des monoplaces aux premier, troisième, cinquième, dixième, quinzième, vingtième, vingt-cinquième, trentième, quarantième, quarante-cinquième, cinquantième, soixantième, soixante-dixième et quatre-vingtième tours,.

### Classement de la course

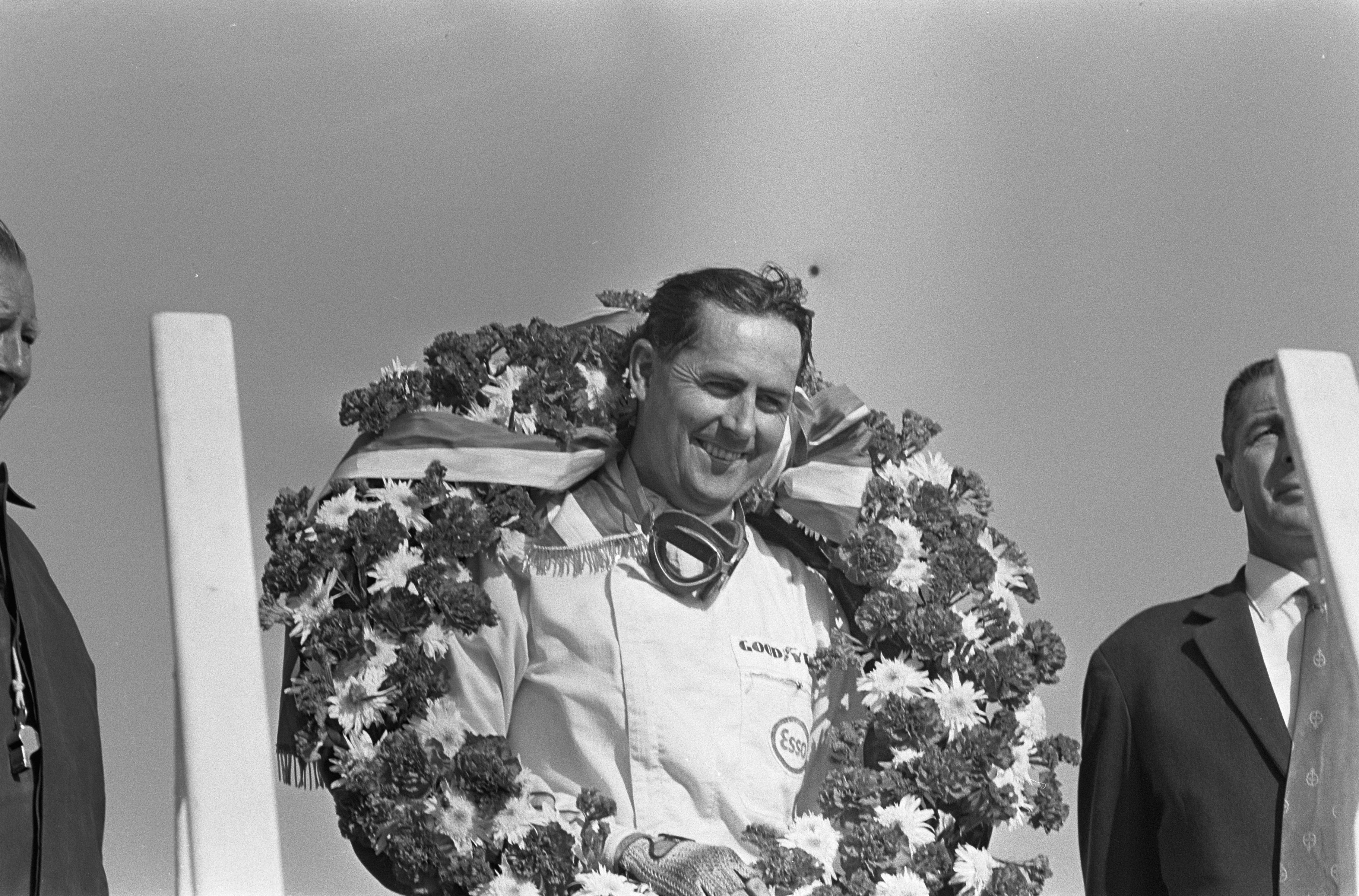
Au terme d'une course très animée, Jack Brabham a remporté aux Pays-Bas sa troisième victoire consécutive.

| Pos  | N° | Pilote          | Écurie              | Tours | Temps/Abandon                 | Grille | Points |
| ---- | -- | --------------- | ------------------- | ----- | ----------------------------- | ------ | ------ |
| 1    | 16 | Jack Brabham    | Brabham-Repco       | 90    | 2 h 20 min 32 s 5             | 1      | 9      |
| 2    | 12 | Graham Hill     | BRM                 | 89    | 2 h 20 min 45 s 6 (+ 1 tour)  | 7      | 6      |
| 3    | 6  | Jim Clark       | Lotus-Climax        | 88    | 2 h 20 min 41 s 3 (+ 2 tours) | 3      | 4      |
| 4    | 14 | Jackie Stewart  | BRM                 | 88    | 2 h 20 min 56 s 3 (+ 2 tours) | 8      | 3      |
| 5    | 32 | Mike Spence     | Lotus-BRM           | 87    | 2 h 20 min 34 s 0 (+ 3 tours) | 12     | 2      |
| 6    | 2  | Lorenzo Bandini | Ferrari             | 87    | 2 h 21 min 44 s 7 (+ 3 tours) | 9      | 1      |
| 7    | 30 | Jo Bonnier      | Cooper-Maserati     | 84    | 2 h 21 min 17 s 2 (+ 6 tours) | 13     |        |
| 8    | 38 | John Taylor     | Brabham-BRM         | 84    | 2 h 21 min 52 s 6 (+ 6 tours) | 17     |        |
| 9    | 36 | Guy Ligier      | Cooper-Maserati     | 84    | 2 h 22 min 13 s 1 (+ 6 tours) | 16     |        |
| Abd. | 28 | Jo Siffert      | Cooper-Maserati     | 79    | Moteur                        | 11     |        |
| Abd. | 34 | Bob Anderson    | Brabham-Climax      | 73    | Suspension                    | 14     |        |
| Abd. | 24 | John Surtees    | Cooper-Maserati     | 44    | Panne électrique              | 10     |        |
| Abd. | 18 | Denny Hulme     | Brabham-Repco       | 37    | Allumage                      | 2      |        |
| Abd. | 8  | Peter Arundell  | Lotus-BRM           | 28    | Allumage                      | 15     |        |
| Abd. | 10 | Dan Gurney      | Eagle-Climax        | 26    | Fuite d'huile                 | 4      |        |
| Abd. | 4  | Mike Parkes     | Ferrari             | 10    | Accident                      | 5      |        |
| Abd. | 26 | Jochen Rindt    | Cooper-Maserati     | 2     | Accident                      | 6      |        |
| Np.  | 20 | Bruce McLaren   | McLaren-Serenissima |       | Non partant (moteur)          |        |        |

Légende :
- Abd.=abandon - Np.=Non partant

### Pole position et record du tour
- Pole position :  Jack Brabham (Brabham) en 1 min 28 s 1 (vitesse moyenne : 171,337 km/h). Temps réalisé lors de la séance d'essais du samedi 23 juillet[16].
- Meilleur tour en course :  Denny Hulme (Brabham) en 1 min 30 s 6 (vitesse moyenne : 166,609 km/h) au deuxième tour.

### Tours en tête
- Jack Brabham : 41 tours (1-26 / 76-90)
- Jim Clark : 49 tours (27-75)

## Classement provisoire du championnat à l'issue de la course
- Attribution des points : 9, 6, 4, 3, 2, 1 respectivement aux six premiers de chaque épreuve.
- Pour la coupe des constructeurs, même barème et seule la voiture la mieux classée de chaque équipe inscrit des points.
- Seuls les cinq meilleurs résultats sont comptabilisés[16].

| Pos. | Pilote          | Écurie  | Points | MON | BEL | FRA | GBR | NL | ALL | ITA | USA | MEX |
| ---- | --------------- | ------- | ------ | --- | --- | --- | --- | -- | --- | --- | --- | --- |
| 1    | Jack Brabham    | Brabham | 30     | -   | 3   | 9   | 9   | 9  |     |     |     |     |
| 2    | Graham Hill     | BRM     | 14     | 4   | -   | -   | 4   | 6  |     |     |     |     |
| 3    | Jackie Stewart  | BRM     | 12     | 9   | -   | -   | -   | 3  |     |     |     |     |
| 4    | Lorenzo Bandini | Ferrari | 11     | 6   | 4   | -   | -   | 1  |     |     |     |     |
|      | Jochen Rindt    | Cooper  | 11     | -   | 6   | 3   | 2   | -  |     |     |     |     |
| 6    | Denny Hulme     | Brabham | 10     | -   | -   | 4   | 6   | -  |     |     |     |     |
| 7    | John Surtees    | Ferrari | 9      | -   | 9   | -   | -   | -  |     |     |     |     |
| 8    | Jim Clark       | Lotus   | 7      | -   | -   | -   | 3   | 4  |     |     |     |     |
| 9    | Mike Parkes     | Ferrari | 6      | -   | -   | 6   | -   | -  |     |     |     |     |
| 10   | Bob Bondurant   | BRM     | 3      | 3   | -   | -   | -   | -  |     |     |     |     |
| 11   | Richie Ginther  | Cooper  | 2      | -   | 2   | -   | -   | -  |     |     |     |     |
|      | Dan Gurney      | Eagle   | 2      | -   | -   | 2   | -   | -  |     |     |     |     |
|      | Mike Spence     | Lotus   | 2      | -   | -   | -   | -   | 2  |     |     |     |     |
| 14   | John Taylor     | Brabham | 1      | -   | -   | 1   | -   | -  |     |     |     |     |
|      | Bruce McLaren   | McLaren | 1      | -   | -   | -   | 1   | -  |     |     |     |     |

| Pos. | Écurie              | Points | MON | BEL | FRA | GBR | NL | ALL | ITA | USA | MEX |
| ---- | ------------------- | ------ | --- | --- | --- | --- | -- | --- | --- | --- | --- |
| 1    | Brabham-Repco       | 30     | -   | 3   | 9   | 9   | 9  |     |     |     |     |
| 2    | Ferrari             | 22     | 6   | 9   | 6   | -   | 1  |     |     |     |     |
| 3    | BRM                 | 19     | 9   | -   | -   | 4   | 6  |     |     |     |     |
| 4    | Cooper-Maserati     | 11     | -   | 6   | 3   | 2   | -  |     |     |     |     |
| 5    | Lotus-Climax        | 7      | -   | -   | -   | 3   | 4  |     |     |     |     |
| 6    | Eagle-Climax        | 2      | -   | -   | 2   | -   | -  |     |     |     |     |
|      | Lotus-BRM           | 2      | -   | -   | -   | -   | 2  |     |     |     |     |
| 8    | Brabham-BRM         | 1      | -   | -   | 1   | -   | -  |     |     |     |     |
|      | McLaren-Serenissima | 1      | -   | -   | -   | 1   | -  |     |     |     |     |

## À noter
- 10e victoire en championnat du monde pour Jack Brabham.
- 5e victoire en championnat du monde pour Brabham en tant que constructeur.
- 3e victoire en championnat du monde pour Repco en tant que motoriste.